# Афонсоэйру
Афонсоэ́йру (порт. Afonsoeiro)  —  район (фрегезия) в Португалии,  входит в округ Сетубал. Является составной частью муниципалитета  Монтижу. Находится в составе крупной городской агломерации Большой Лиссабон. По старому административному делению входил в провинцию Эштремадура. Входит в экономико-статистический  субрегион Полуостров Сетубал, который входит в Лиссабонский регион. Население составляет 3536 человек на 2001 год. Занимает площадь 4,36 км².